# میان‌اسب
میان‌اسب (نام علمی: Mesohippus) نام یک سرده از شاخه طنابداران است.
بقایای میان‌اسب، نوعی اسب منقرض‌شده و تقریباً هم‌اندازه‌ی سگ‌های دانمارکی، را در بسترهای سنگواره‌ایِ بیگ بدلندزِ داکوتای جنوبی در آمریکا یافته‌اند. میان‌اسب، مثل اسب‌های امروزی، پوزه‌ای دراز با شکافی میان دندان‌های پیشین و دندان‌های گونه‌ای داشت. دندان‌های این جانور نشان می‌دهند که علف‌خواری ویژه‌کار بوده‌است. پاهای کمابیش بلند میان‌اسب بیشتر به پاهای اسب‌سانان امروزی شباهت داشتند، تا به پاهای نیاکانش. اما، بر خلاف اسب‌های امروزی، هر پای عقبش سه انگشت داشت.
در الیگوسن دیرین، بیش از ده گونه‌ی میان‌اسب وجود داشتند و در اواخر این گشتواره این جانور در بعضی مناطق در کنار خویشاوند متأخرترش، کهتراسب، می‌زیست.